# Ferenc Mező
Ferenc Mező, conosciuto anche come Grünfeld (Pölöskefő, 13 marzo 1885 – Budapest, 21 novembre 1961), è stato un poeta ungherese.
Nel 1928, vinse la medaglia d'oro nelle competizioni artistiche dei Giochi della IX Olimpiade di Amsterdam, categoria letteratura epica, per la sua L'histoire des Jeux Olympiques ("La storia dei Giochi olimpici").
Discusse riguardo ai Giochi olimpici intermedi del 1906; a margine della 41ª sessione del CIO del 1948 a Londra, dove venne decisa la creazione di una Commissione ad hoc, per stabilire se dovessero essere riconosciuti ufficialmente dal CIO. L'organo, guidato dal futuro Presidente del CIO Avery Brundage, decise per il non riconoscimento del carattere di ufficialità dell'evento, paventando il rischio di un "precedente pericoloso". La decisione venne ratificata durante la 42ª sessione del CIO del 1949 a Roma.

## Palmarès
- Giochi olimpici:
  - Amsterdam 1928: oro letteratura epica